# Zavijava
Zavijava (také Zavijah, β Virginis) je hvězda v souhvězdí Panny. Je to hvězda hlavní posloupnosti spektrální třídy F9V, což znamená, že je to bíložlutý trpaslík podobný Slunci. Zavijava má zdánlivou hvězdnou velikost +3,59 a nachází se ve vzdálenosti přibližně 36 světelných let (10,93 ± 0,03 parseků) od Země.  

## Charakteristika hvězdy
Zavijava je jednou z jasnějších hvězd souhvězdí Panny. Její spektrální třída F9V ukazuje, že se jedná o hvězdu mírně teplejší a hmotnější než Slunce. Její povrchová teplota je odhadována na 6100 K, což jí dává typickou bíložlutou barvu. Hvězda má hmotnost přibližně 1,15násobku hmotnosti Slunce a její svítivost je asi 1,82krát vyšší než Slunce.  
Její relativní blízkost k Zemi (35,65 světelných let) a poloha blízko ekliptiky způsobují, že může být zakryta Měsícem nebo planetami. Poslední zákryt Venuší nastal v roce 1783. Příští zákryt Venuší nastane 11. srpna 2069.
Díky své stabilní svítivosti a relativní blízkosti je Zavijava občas používána jako kalibrační hvězda při měření spektrálních charakteristik jiných hvězd.

## Základní údaje
| Parametr                   | Hodnota                                         |
| -------------------------- | ----------------------------------------------- |
| Hvězdná velikost           | +3,59 mag                                       |
| Absolutní hvězdná velikost | +3,41 mag                                       |
| Rektascenze (RA)           | 11h50m41,70s                                    |
| Deklinace (DEC)            | +1° 45′ 52,9910″                                |
| Spektrální třída           | F9V                                             |
| Barvy hvězdy (B-V)         | +0,553                                          |
| Vzdálenost od Země         | 35,65 ± 0,09 světelných let (*10,93 ± 0,03 pc*) |
| Hmotnost                   | 1,15 M☉                                         |
| Svítivost                  | 1,82 L☉                                         |
| Teplota povrchu            | 6100 K                                          |

## Vývoj hvězdy
Zavijava je hvězda hlavní posloupnosti, která generuje energii jadernou fúzí vodíku na helium ve svém jádře. Díky své hmotnosti a stáří (přibližně 2,9 miliardy let) je považována za relativně stabilní hvězdu, která zůstane na hlavní posloupnosti ještě několik miliard let.
V budoucnu se Zavijava vyvine do fáze červeného obra, když vyčerpá své zásoby vodíku. Poté skončí jako bílý trpaslík, podobně jako naše Slunce.  

## Etymologie
Název Zavijava pochází z arabského výrazu زاوية (Zāwiyah), což znamená „roh“ nebo „úhel“. V evropské tradici se hvězda občas označuje také jako Alaraph nebo Minelauva.  
Zavijava byla důležitým bodem v arabské navigaci a astrologii. Hvězda se v dřívějších tradicích objevuje jako jedna z „rohů Panny“ (Cornua Virginis).

## Kulturní význam
V západní astrologii byla Zavijava spojována s intelektem, moudrostí a učením. Ve starověkém Řecku a Římě byla částí souhvězdí spojovaného se sklizní a plodností.  
V moderní době je Zavijava známá jako jedna z hvězd používaných při astrometrických měřeních, protože její blízkost a stabilní záření z ní činí ideální referenční objekt.